# Albert Scherrer
Albert Scherrer (1908. február 28. – Bázel, 1986, július 5.) svájci autóversenyző.

## Pályafutása
1953-ban részt vett a Formula–1-es világbajnokság svájci versenyén. A futamot tizenhat körös hátrányban a győztes Alberto Ascari mögött a kilencedik helyen zárta.

## Eredményei

### Teljes Formula–1-es eredménylistája
(Táblázat értelmezése)

(Félkövér: pole-pozícióból indult; dőlt: leggyorsabb kört futott) 

| Év   | Csapat    | Modell | Motor           | 1   | 2   | 3   | 4   | 5   | 6   | 7   | 8      | 9   | Helyezés | Pont |
| ---- | --------- | ------ | --------------- | --- | --- | --- | --- | --- | --- | --- | ------ | --- | -------- | ---- |
| 1953 | HW Motors | HWM    | Alta Straight-4 | ARG | 500 | NED | BEL | FRA | GBR | GER | SUI Hn | ITA | -        | 0    |

## Külső hivatkozások
- Profilja a grandprix.com honlapon (angolul)
- Profilja a statsf1.com honlapon (angolul)